# FK Mornar Bar
Pour les articles homonymes, voir Mornar et Mornar Bar.
Maillots
Actualités
Le Fudbalski klub Mornar Bar (en monténégrin : Фудбалскли клуб Морнар Бар), plus couramment abrégé en FK Mornar Bar, est un club monténégrin de football fondé en 1923 et basé dans la ville de Bar.
Le club, qui évolue en Druga Crnogorska Liga, est la section football du club omnisports du même nom (qui possède également une équipe de basket-ball, le KK Mornar Bar).

## Histoire
Le club évolue pour la première fois en première division lors de la saison 2009-2010.
Après une saison 2024-2025 très reussie avec une deuxième place avec 64 pts obtenue en championnat, le club se qualifie pour la première fois de son histoire en Coupe d'Europe.

## Bilan sportif

### Palmarès
| Compétitions nationales |
| --- |
| - Championnat du Monténégro : - Vice-champion : 2023-2024. - Championnat du Monténégro de deuxième division (2) : - Champion : 2017-2018 et 2021. - Vice-champion : 2011-2012. - Championnat du Monténégro de troisième division (1) : - Champion : 2007-2008. - Coupe du Monténégro : - Finaliste : 2024-2025. |

### Bilan européen
Note : dans les résultats ci-dessous, le score du club est toujours donné en premier
| Saison    | Compétition      | Tour             | Club            | Domicile | Extérieur | Total             |
| --------- | ---------------- | ---------------- | --------------- | -------- | --------- | ----------------- |
| 2024-2025 | Ligue Conférence | Premier tour Q   | Dinamo Tbilissi | 2 - 1    | 1 - 1     | 3 - 2             |
| 2024-2025 | Ligue Conférence | Deuxième tour Q  | Radnički 1923   | 2 - 1 ap | 0 - 1     | 2 - 2 (4 - 3 tab) |
| 2024-2025 | Ligue Conférence | Troisième tour Q | Paksi FC        | 2 - 2    | 0 - 3     | 2 - 5             |

Légende
- Victoire ou qualification pour le tour suivant.
- Match nul.
- Défaite ou élimination de la compétition.

## Stade
Le club joue ses matchs au Stadion Topolica, stade de 5000 places, avec une très faible affluence d'environ 500 spectateurs par matchs, avec pour meilleure affluence lors de la saison 2024-2025, la réception du  Budućnost Podgorica, devant environ 1000 personnes.

## Personnalités du club

### Présidents
- Žarko Pavićević
- Nikola Dedaj

### Entraîneurs
- Mladen Vukicević
- Aleksandar Madzar
- Obren Sarić